# Мелісса Фумеро
Мелісса Фумеро (англ. Melissa Fumero, до шлюбу Ґалло, нар. 19 серпня 1982) — американська телевізійна акторка та режисерка. Відома завдяки своїм ролям Адріани Крамер в денній мильній опері ABC «Одне життя, щоб жити», де вона дебютувала в 2004 році, та Емі Сантьяґо в телесеріалі «Бруклін 9-9».

## Біографія
Мелісса Ґалло народилася в Ліндгерсті, штат Нью-Джерсі. До 6 років росла у місті Гуттенберг, потім з сім‘єю знову переїхала у Ліндгерст, де закінчила школу. В 19 років переїхала в Нью-Йорк, аби вступити до Нью-Йоркського університету. Його Фумеро закінчила у 2003 році зі ступнем бакалавра образотворчих мистецтв у галузі драми.
20 січня 2004 року, в останній день студенства, Фумеро отримала роль Адріани у серіалі «Жити одним життям». Наприкінці 2007 року вона вирішила не продовжувати свій контракт із серіалом, але залишилась у статусі учасника проєкту, аби завершити сюжетну лінію Адріани.
На великому екрані дебютувала як головна акторка у незалежному фільмі «Крихітна танцівниця» 2009 року. У 2010 році вона знялася в п‘яти епізодах «Пліткарки» телеканалу The CW. Також з'являлась у телесеріалі «C.S.I. Місце злочину Нью-Йорк». У 2013 році отримала свою першу регулярну роль в телесеріалі телеканалу Fox «Бруклін 9-9». Вона зіграла Емі Сантьяґо, головну жіночу роль.
Як режисерка Мелісса Фумеро дебютувала у 2019 році, епізодом «Повернення короля» в 6 сезоні «Бруклін 9-9».
З 9 грудня 2007 року одружена з партнером по зйомках у телесеріалі «Жити одним життям» Девідом Фумеро. Пара має двох дітей: Ензо (нар. 24 березня 2016 року) та Аксель (нар. 14 лютого 2020 року).

## Фільмографія
| Рік  | Назва                                 | Оригінальна назва              | Роль       | Примітки               |
| ---- | ------------------------------------- | ------------------------------ | ---------- | ---------------------- |
| 2007 | Падіння                               | Descent                        | Дівчина #2 | Не вказана в титрах    |
| 2009 | Я сподіваюсь, що у пеклі також є пиво | I Hope They Serve Beer in Hell | Мелісса    | -                      |
| 2011 | Напівпорожній                         | Half Empty                     | Джил       | Короткометражний фільм |
| 2013 | Будинок, який побудував Джек          | The House That Jack Built      | Лілі       | -                      |

| Рік                  | Назва                           | Оригінальна назва                    | Роль                  | Примітки                 |
| -------------------- | ------------------------------- | ------------------------------------ | --------------------- | ------------------------ |
| 2005                 | Всі мої діти                    | All My Children                      | Адріана Крамер        | Денна мильна опера       |
| 2004-2008, 2010—2011 | Одне життя, щоб жити            | One Life to Live                     | Адріана Крамер        | Денна мильна опера       |
| 2009                 | Важливі речі з Деметрі Мартіном | Important Things with Demetri Martin | Ейпріл                | Епізод: «Coolness»       |
| 2010                 | Менталіст                       | The Mentalist                        | Кармен Соледад        | Епізод: «Red Letter»     |
| 2010                 | Пліткарка                       | Gossip Girl                          | Зої                   | 5 епізодів               |
| 2011                 | Дорогий доктор                  | Royal Pains                          | Брук                  | Епізод: «Pit Stop»       |
| 2012                 | C.S.I. Місце злочину Нью-Йорк   | CSI: NY                              | Мішель Родс           | Епізод: «The Real McCoy» |
| 2013                 | Чоловіки у справі               | Men at Work                          | Ейпріл                | Епізод: «The New Boss»   |
| 2013 — 2021          | Бруклін 9-9                     | Brooklyn Nine-Nine                   | Детектив Емі Сантьяго | Постійна роль            |